# Proablepharus reginae
Proablepharus reginae är en ödleart som beskrevs av  Ludwig Glauert 1960. Proablepharus reginae ingår i släktet Proablepharus och familjen skinkar. IUCN kategoriserar arten globalt som livskraftig. Inga underarter finns listade i Catalogue of Life.